# Participação dos ucranianos na guerra Etíope-Eritreia
A participação dos ucranianos na guerra Etíope-Eritreia foi representada por conselheiros militares e mercenários. A grande maioria lutou ao lado da Eritreia, embora alguns tenham se juntado à Etiópia.

## História
Ao contrário dos etíopes, que apostaram nos militares russos, os eritreus recrutaram o apoio técnico-militar da Ucrânia. Já no verão de 1998, a ponte aérea Kiev — Asmara foi organizada.
No mesmo ano, um grupo de pilotos eritreus passou por um curso acelerado de reciclagem de novos equipamentos em centros de treinamento ucranianos. Equipamentos ucranianos e búlgaros chegaram ao país para servir a força aérea da Eritreia. Os ucranianos também atuaram como pilotos-instrutores. Ao mesmo tempo, eles estavam envolvidos no transporte de armas e equipamentos militares fornecidos para a Eritreia por terceiros estados.
De acordo com algumas informações, especialistas ucranianos poderiam se envolver em confrontos com cidadãos das ex-repúblicas soviéticas que lutaram ao lado dos etíopes, em particular, com os russos. De acordo com Alexander Mishin, co-fundador do Centro ucraniano de pesquisa da África, praticamente todos os pilotos das partes em conflito eram da Ucrânia e da Rússia. Eles se enfrentaram várias vezes. Ele chamou os eventos de 1998-2000 de "A Primeira Guerra Russo-Ucraniana".
Vale a pena notar que um certo número de ucranianos lutou ao lado da Etiópia, assim como os russos ao lado da Eritreia.

## Número e composição
De acordo com a publicação Nezavisimaya Gazeta, em março de 2000, havia cerca de 300 ucranianos no país. O jornal Sobesednik em maio 2001 do ano, após a guerra, informou sobre a participação no conflito do lado da Eritreia não mais do que pilotos 20-30 e o mesmo pessoal de terra.

## Incidentes
- 17 Julho 1998, um dos Il-76MD ucranianos (número de registro UR-UCI) que transportava propriedades especiais sofreu um acidente e caiu perto de Asmara.

## Principais fontes
- Михаил Жирохов. Война в воздухе на Африканском Роге // Уголок неба : авиационная энциклопедия. — 2004.